# Ireneusz Bieleninik
Ireneusz Leonard Bieleninik (ur. 5 stycznia 1965 w Częstochowie) – polski dziennikarz, konferansjer i artysta estradowy.

## Życiorys
Pracę w mediach rozpoczął na początku lat 90. jako prezenter w częstochowskim Radiu Marconi, a następnie reporter i prowadzący telefoniczne konkursy w częstochowskim oddziale RMF FM. Pracował w Radiu ZET, gdzie prowadził poranną audycję i zajmował się robieniem telefonicznych dowcipów. Później pracował w Telewizji Polskiej.

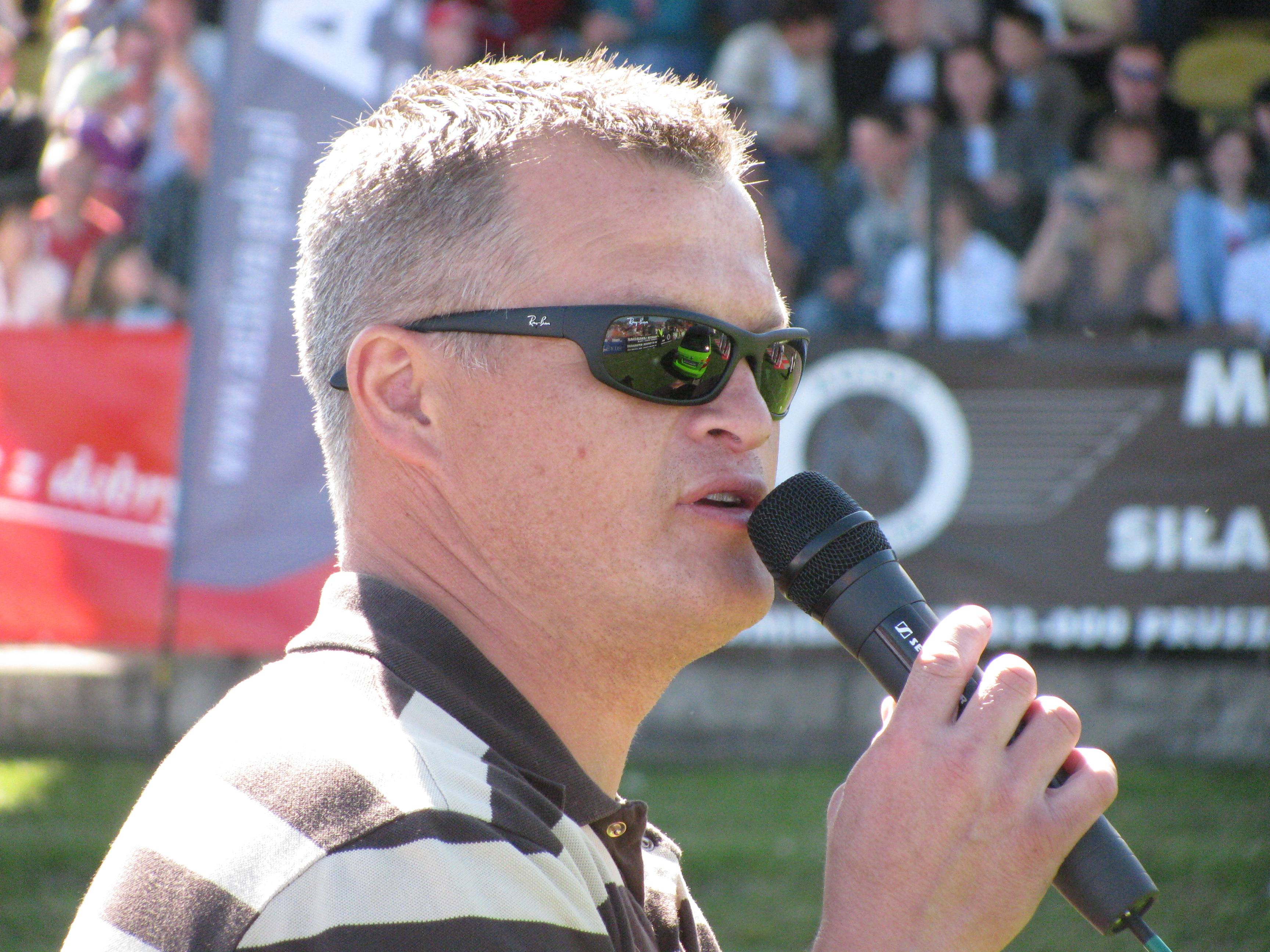
Bieleninik, czerwiec 2009

Po przejściu do TVN prowadził telewizyjny program Siłacze, w którym relacjonował zmagania najsilniejszych sportowców. Prowadził także teleturnieje interaktywne: Graj o raj, No to gramy!, Salon gier, Tele Gra, Trele morele i Fabryka gry. Jesienią 2003 był gospodarzem drugiej edycji zabawy Przygarnij Kropka. W TVN Turbo był gospodarzem Szkoły Auto. W wakacje 2009 współprowadził trzecią edycję programu Projekt plaża i Projekt plaża — nocą.
W 2006 i 2008 prowadził koncert charytatywny w Strzelcach Wielkich.
Od marca 2017 występuje jako ring-announcer podczas gal Profesjonalnej Ligi MMA transmitowanych w TV Puls. Prowadzi także lokalne zawody na obszarze Polski.

## Prowadzący programy
- 2010: Jak to ruszyć? 2
- 2009: Projekt plaża (III edycja)
- 2007 – 2008: Szkoła Auto

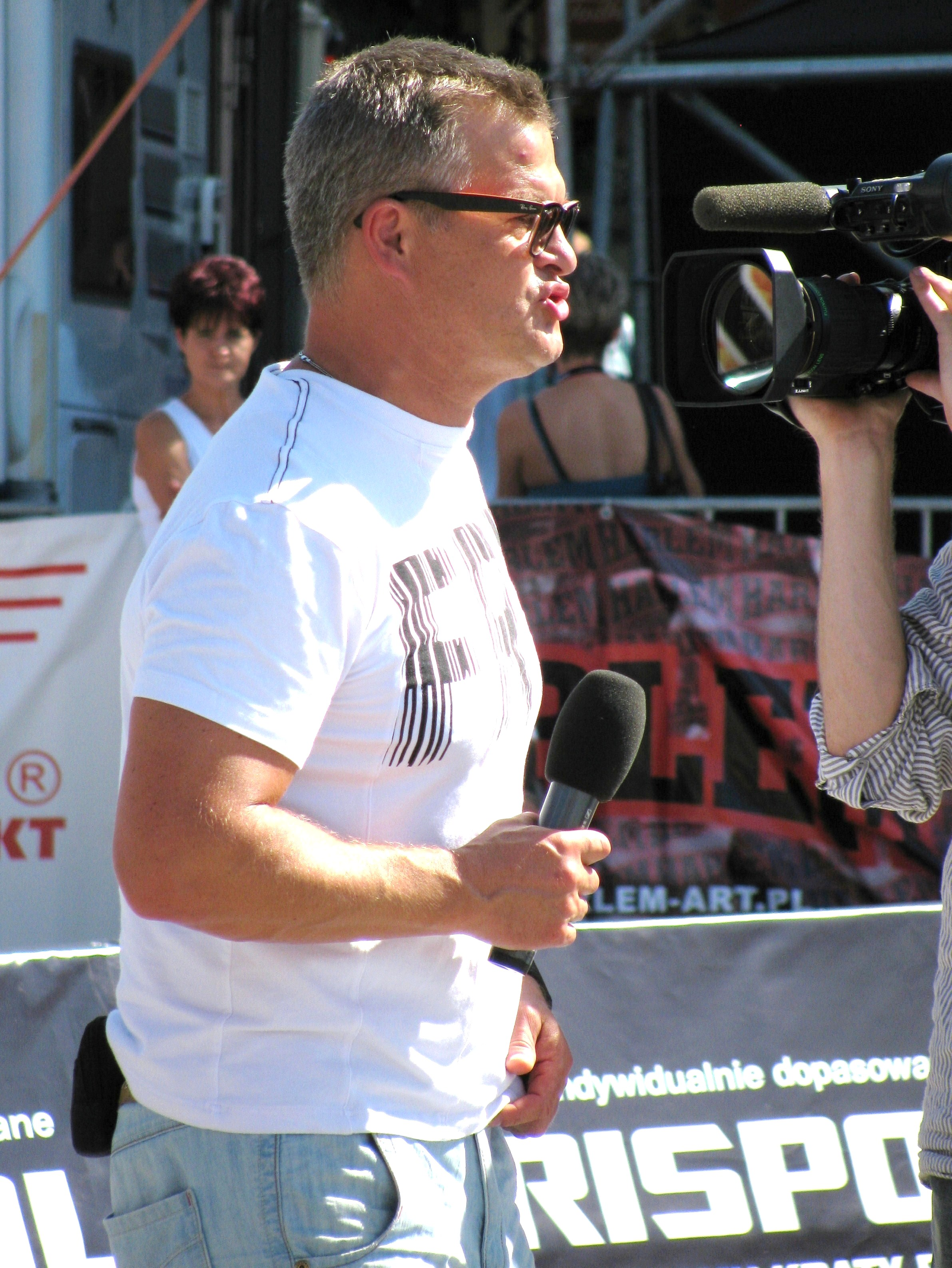
Bieleninik (2010)

- 2006 – 2008: Fabryka gry – teleturniej interaktywny
- 2006: No to gramy! – teleturniej interaktywny
- 2005 – 2006: Salon gier – teleturniej interaktywny
- 2005 – 2006: Graj o raj – teleturniej interaktywny
- 2002 – 2004: Tele Gra – teleturniej interaktywny
- 2003: Trele morele – teleturniej interaktywny
- 1999 – 2009: Siłacze

## Występy w serialach
- 2002: Świat według Kiepskich – gościnnie jako Andrzej Kotara z Warszawy